# Tchayli (Tartar)
Tchayli est un village de la région de Tərtər en Azerbaïdjan.

## Histoire
En 1993-2020, une partie du village était sous le contrôle des forces armées arméniennes. En 2020, le village de Tchayli a été restitué sous le contrôle de l'Azerbaïdjan

## Géographie
Le village de Tchayli de la région de Tərtər est situé dans la circonscription administrative du village de Tchayli.

## Économie
La principale occupation de la population du village de Tchayli est l'élevage et l'agriculture.